# Morrito
Morrito es un municipio del departamento de Río San Juan en la República de Nicaragua.

## Geografía
El término municipal limita al norte con el municipio de Acoyapa, al sur con el de San Miguelito, al este con el municipio de El Almendro y al oeste con el Lago Cocibolca. La cabecera municipal está ubicada a 232 kilómetros de la capital de Managua.
Entre los principales ríos se encuentran: el Río Tepeguanazapa, Oyate y Quiwaye, además de otras quebradas menores.
Como El Jenicero, Mayasang, Paso Hondo, Palos Ralos, Quebrada Paso de Laja, San Bartolo.
Y otras lagunas como Las Marillitas, Chagüitillo y Laguna Banco 7, con una gran atracción turística.

## Historia
Las tribus indígenas caribes, entre otros grupos étnicos, fueron los primeros habitantes de la zona. A inicio del siglo los madereros provenientes de las montañas para embarcar los troncos de árboles en este puerto, llegaban a descansar debajo de los árboles de Guanacaste, los cuales se encontraban en las distintas lomas en alto que eran llamadas por estos madereros como "morros" o "morritos"; existe la posibilidad de que sea este el origen del nombre del municipio. Según la ley de división política administrativa publicada en octubre de 1989 se constituye como municipio.

## Demografía
Morrito tiene una población actual de 7,633 habitantes. De la población total, el 50.8% son hombres y el 49.2% son mujeres. Casi el 30.1% de la población vive en la zona urbana.

## Naturaleza y clima
El municipio tiene un clima tropical, con temperatura que varía entre los 22 a 30 °C, precipitación promedio anual que varía entre los 1800 y 2500 mm, así como una humedad relativa promedio anual que varía entre el 80% y 90%.
El bosque de galería, ubicado originalmente en las riberas de los ríos tiende a desaparecer ya que esas áreas son utilizadas para cultivos y pastos. Muy pocas plantas crecen y se desarrollan, precisamente por la alta presión de la población hacia el bosque, a pesar de existir una alta regeneración natural en la vegetación boscosa.

## Localidades
Existen un total de 33 comarcas y una cabecera municipal: San Bartolo, Mayazang, La Flor, Mamanto Finca El Delirio, Colorado, Guapote, Chaguitillo, Walter Acevedo, Oropéndola, Palos Ralos, El Corozal, El Cortezal,  Hojachigual, Cincoyal, La Pizota, Raicero, Los Cerritos, Palmira, Tenamaste,  Hojachigual, El Bejuco, San Francisco, Monte Grande, Cuatro Cruces y Morrito como cabecera Municipal.

## Economía
Las principales actividades económicas son la agricultura, con cultivo de arroz, frijol y maíz, la ganadería bovina y la pesca, vendiéndose el pescado seco o fresco al resto del país.

## Galería

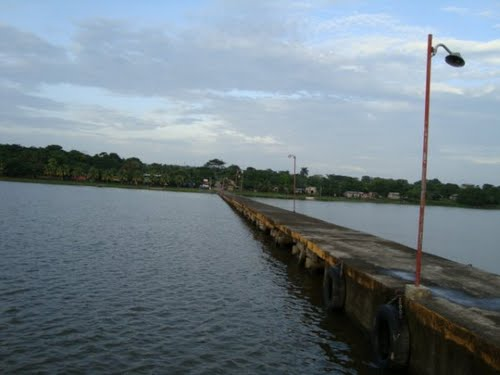
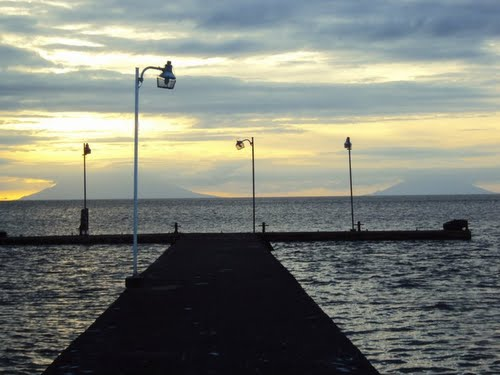